# Teorema de imposibilidad
En física teórica, un teorema de imposibilidad es un teorema que prueba que cierta idea no es posible o cierta entidad matemática no puede ser definida sin llegar a contradicción. Como en todo teorema, es muy importante precisar lo mejor posible las condiciones bajo las cuales se da dicha imposibilidad, porque marcan los límites de las teorías físicamente realistas.

## Teoremas
El nombre se suele aplicar a teoremas de imposibilidad que eliminan posibilidades "atractivas" desde el punto de vista teórico. Algunos ejemplos de teoremas de imposibilidad son:
- El teorema de Haag (1958) sobre la imposibilidad de usar la imagen de interacción, alternativa a la imagen de Schrödinger y la imagen de Heisenberg, en teoría cuántica de campos.

- El teorema de Bell (1964) sobre la imposibilidad de que alguna teoría física de variables ocultas locales puede reproducir todas las predicciones de la mecánica cuántica.

- El teorema de Coleman-Mandula (1967) sobre la imposibilidad de tener simetrías mixtas en una teoría cuántica de campos con masa positiva mínima.
- El teorema de Kochen-Specker (1967) que muestra la contradicción entre dos asunciones básica en las teorías de variables ocultas: la de que todas las variables tienen valores predefinidos previamente existentes a una medida y la de que dichos valores son variables intrínsecas al sistema e independientes del aparato de medida.

- El teorema de Haag–Łopuszański–Sohnius, que es una generalización del teorema de Coleman-Mandula obtenida tras la extensión del grupo de Poincaré al super-grupo de Poincaré.
- El teorema PBR (2012) que muestra que un estado cuático debe ser ontológicamente real representando un estado de la realidad, más que epistémicamente real en el sentido de representar estados probabilistas o estados incompletos de conocimiento de la realidad.